# Mu (Flächenmaß)
Mu (chinesisch 畝, Pinyin mǔ) in Mandarin, mau oder mou in Kantonesisch oder bo in Taiwanisch, auch: Chinese acre, ist eine traditionelle chinesische Flächeneinheit. Ein mu entspricht 666,67 m² in Mainland China, 761,4 m² in Hongkong und Macau und 99,17 m² in Taiwan und Japan. Mu ist die einzige Einheit aus der Feudalzeit, welche von der Volksrepublik China beibehalten worden ist.

## Volksrepublik
Am 7. Januar 1915 erließ die Beiyang-Regierung ein Gesetz über Maßeinheiten, welches nicht nur das metrische System als Standard vorsah, sondern auch einen Satz chinesischer Maßeinheiten, die direkt auf den Definitionen der Qing-Dynastie basierten (chinesisch 營造尺庫平制).
| Pinyin | Character  | Relativer Wert | Metrischer Wert | Imperial value | Anmerkung                     |
| ------ | ---------- | -------------- | --------------- | -------------- | ----------------------------- |
| háo    | 毫         | 1⁄1000         | 0,6144 m²       | 0.7348 sq yd   |                               |
| lí     | 釐 oder 厘 | 1⁄100          | 6,144 m²        | 7.348 sq yd    |                               |
| fēn    | 分         | 1⁄10           | 61,44 m²        | 73.48 sq yd    |                               |
| mǔ     | 畝 oder 亩 | 1              | 614,4 m²        | 734.82 sq yd   | Chinese Acre, 60 square Zhang |
| qǐng   | 頃 oder 顷 | 100            | 6,144 ha        | 15.18 acre     | Chinese Hide                  |

mu war darin die Basiseinheit der Maße.
Am 16. Februar 1929 verkündete die nationalistische Kuomintang-Regierung das Gesetz über Maße und Gewichte (The Weights and Measures Act), um das metrische System als den offiziellen Standard festzulegen und die neueren chinesischen Einheiten auf privaten Handel zu beschränken (Article 11, 1. Januar 1930). Die „neueren Markt-Einheiten“ (newer market units) bauen auf gerundeten metrischen Einheiten auf.
| Pinyin | Character | Relativer Wert | Metrischer Wert | Imperial value          | Anmerkungen                                                          |
| ------ | --------- | -------------- | --------------- | ----------------------- | -------------------------------------------------------------------- |
| háo    | 毫        | 1⁄1000         | 2⁄3 m²          | 7.18 sq ft              |                                                                      |
| lí     | 釐/厘     | 1⁄100          | 6 2⁄3 m²        | 7.973 sq yd             |                                                                      |
| fēn    | 市分      | 1⁄10           | 66 2⁄3 m²       | 79.73 sq yd             |                                                                      |
| mǔ     | 畝 (亩)   | 1              | 666 2⁄3 m²      | 797.3 sq yd 0.1647 acre | ein mu (Chinese acre) =6000 square chi =60 square zhang =1/15 Hektar |
| qǐng   | 頃 (顷)   | 100            | 6 2⁄3 ha        | 16.47 acre              | Chinese hide                                                         |

Auch dort bildete mu die Basiseinheit.
Auf dem chinesischen Festland ist Mu die einzige Flächeneinheit, die beibehalten wurde, nachdem das traditionelle chinesische Maßsystem mit dem 1959 verkündeten „Dekret des Staatsrats über die Anwendung einheitlicher gesetzlicher Maße im Land“ (Decree of the State Council Concerning the Use of Uniform Legal Measures in the Country) abgeschafft wurde. Heute entspricht im chinesischen Maßsystem 1 Mu 60 Quadrat-Zhang, was etwa 666,67 m² entspricht; 15 Mu entsprechen 1 Hektar; 1 Quadratkilometer entspricht 1500 Mu.

## Macau
In Macau ist das mu ebenfalls die grundlegende Flächeneinheit der chinesischen Maßeinheiten. Ein Mu ist definiert als 761,4 m². Am 24. August 1992 erließ Macau das Gesetz Law No. 14/92/M, wonach chinesische Maßeinheiten, die denen in Hongkong verwendeten, den imperialen Einheiten und den üblichen Einheiten der Vereinigten Staaten ähneln, für fünf Jahre ab dem Inkrafttreten des Gesetzes am 1. Januar 1993 zulässig seien, unter der Bedingung, dass die entsprechenden Werte des Internationalen Einheitensystems (SI) angegeben würden; danach seien für weitere drei Jahre chinesische, imperiale und US-amerikanische Einheiten als zweitrangig zum SI zulässig.
| Jyutping | Portugiesisch | Character | Relativer Wert | Verhältnis zu den traditionellen Chinesischen Einheiten (Macau) | Metrischer Wert | Imperial value          |
| -------- | ------------- | --------- | -------------- | --------------------------------------------------------------- | --------------- | ----------------------- |
| cek3     | côvado        | 尺        | 1⁄6000         | 1⁄25 鋪                                                         | 0.1269 m²       | 1.366 sq ft             |
| pou3     |               | 鋪        | 1⁄240          | 1⁄4 丈                                                          | 3.1725 m²       | 34.15 sq ft 3.794 sq yd |
| zoeng6   | braça         | 丈        | 1⁄60           | 1⁄6 分                                                          | 12.69 m²        | 136.6 sq ft 15.18 sq yd |
| fan1     | condorim      | 分        | 1⁄10           | 1⁄10 畝                                                         | 76.14 m²        | 91.06 sq yd             |
| mau5     | maz           | 畝/亩     | 1              | None                                                            | 761.4 m²        | 910.6 sq yd             |

## Hongkong
Die in Hongkong verwendeten chinesischen Maßeinheiten ähneln denen in Macau. 1976 erlaubte die Hongkonger Metrication Ordinance (十進制條例; sap6 zeon3 zai3 tiu4 lai6) eine schrittweise Ersetzung des bisherigen Systems durch das metrische SI-System. Die Verordnung über Maße und Gewichte definiert die metrischen, imperialen und chinesischen Einheiten. Seit 2012 sind alle drei Systeme für den Handel zugelassen und weit verbreitet.
Die handelsübliche Maßeinheit für die Fläche eines Grundstücks sind Quadratfuß des britischen Systems. Die Größe von Wohnungen oder Büros wird im Allgemeinen immer noch in Quadratfuß angegeben. Für offizielle Zwecke wird jedoch Quadratmeter verwendet.
Die traditionellen Einheiten der landwirtschaftlichen Nutzfläche sind Mau oder Mou (kantonesisch für „mu“, wie in ganz China verwendet) und das lokale Dau Chung (斗種). In der Theorie werden die beiden Einheiten unterschiedlich definiert: Dau Chung ist die Fläche, die mit einem Dau (斗) Reis bepflanzt werden kann; in der Praxis entspricht die Fläche eines Dau Chung etwa einem Mau.

## Taiwan
In Taiwan ist die wichtigste Maßeinheit für die Grundfläche eines Büros oder einer Wohnung pêⁿ (坪, Taiwanesisch: pêⁿ 坪, Taiwanese Hokkien: pêⁿ, Taiwanese Hakka: phiàng, Mandarin: píng). Die Einheit ist vom japanischen Tsubo abgeleitet, der Basiseinheit der japanischen Fläche. Die wichtigste Maßeinheit für Land ist 甲 (Taiwanisch: kah, Hakka: kap, Mandarin: jiǎ). Die Einheit ist vom veralteten niederländischen morgen abgeleitet, welcher während der niederländischen Ära in Taiwan eingeführt wurde.
Das taiwanesische „mu“ ist vom japanischen „se“ abgeleitet und entspricht einem japanischen „se“ oder 30 „ping“.
| Einheit | Einheit | Einheit  | Einheit   | Pêⁿ    | Kah  | Metrischer Wert | Metrischer Wert | US- & Imperial                | US- & Imperial | Anmerkungen                            |
| Hokkien | Hakka   | Mandarin | Character | Pêⁿ    | Kah  | Exakt           | Verhältnis      | Exakt                         | Verhältnis     | Anmerkungen                            |
| ------- | ------- | -------- | --------- | ------ | ---- | --------------- | --------------- | ----------------------------- | -------------- | -------------------------------------- |
| Pêⁿ     | Phiàng  | Píng     | 坪        | 1      |      | 400⁄121 m²      | 3,306 m²        | 625,000,000⁄158,080,329 sq yd | 35.58 sq ft    | Gleich dem japanischen Tsubo           |
| Bó͘      | Méu     | Mǔ       | 畝        | 30     |      | 12000⁄121 m²    | 99.17 m²        | 6250000000⁄52693443 sq yd     | 1,067 sq ft    | gleich dem japanischen Se              |
| Hun     | Fûn     | Fēn      | 分        | 293.4  | 1⁄10 | 117360⁄121 m²   | 969,92 m²       | —                             | 10,440 sq ft   |                                        |
| Kah     | Kap     | Jiǎ      | 甲        | 2,934  | 1    | 1173600⁄121 m²  | 0,9699 ha       | —                             | 2.3967 acres   | abgeleitet vom niederländischen Morgen |
| Lê      | Lài     | Lí       | 犁        | 14,670 | 5    | 5868000⁄121 m²  | 4,8496 ha       | —                             | 11.984 acres   | Einheit des Königreich Tungning        |

Offiziell wird die Landfläche in Quadratmetern gemessen.

## Mu, Acre and Ar
Es gibt drei Flächeneinheiten, deren chinesische Namen das Zeichen 畝 enthalten: 市畝, 英畝 und 公畝. Ihre Bedeutungen und Umrechnungen sind wie folgt:
- 市畝 (shi mu – Markt-mu): traditionelle chinesische Einheit, ca. 667 m², Mainland China.
- 英畝 (ying mu, Britischer „acre“): britische Einheit, ca. 4.047 m² (0,405 ha).
- 公畝 (ar, öffentliche Mu): metrisches System, 100 m².[14]

1 Chinesischer mu = 6.667 ar = 0.164 acre.

## Redewendungen
- Ein mu und drei fen land, oder 1.3 mu land (chinesisch 一畝三分地, Pinyin yī mǔ sān fēn dì) ist eine chinesische Redewendung die bildlich den kleinen persönlichen Einflussbereich oder das begrenzte Territorium einer Person bezieht und oft einen engen Einfluss- oder Kontrollbereich impliziert.[14][15]

Die chinesische Website 1Point3Acres bezieht sich mit dem Namen auf den Mu.